# Luchthaven Varna
Luchthaven Varna (Bulgaars: Летище Варна, Letishte Varna) is een internationale luchthaven ongeveer 8 km ten westen van de Bulgaarse stad Varna, ten zuiden van de plaats Aksakovo. Ze is met de auto bereikbaar via de autosnelweg A2 van Varna naar Sjoemen.
Het is, na de luchthavens van Sofia en Boergas, de derde drukste luchthaven van Bulgarije. In 2014 verwerkte ze bijna 1,4 miljoen passagiers.
De luchthaven werd in 1948 in gebruik genomen, maar ze kreeg pas in 1961 een betonnen landingsbaan van 2500 meter lengte. Deze is in 2011-2012 vernieuwd en geasfalteerd. In 2013 is een nieuw terminalgebouw in dienst genomen. Voor de uitbating van de luchthaven heeft de Bulgaarse regering in 2006 een concessie van 35 jaar verleend aan het Duitse Fraport.